# Manuel Freire de Andrade
Pour les articles homonymes, voir Freire.
Manuel Freire de Andrade est un général espagnol, né à Ossuña (Andalousie) le 4 novembre 1767 et mort le 7 mars 1835.

## Biographie
Il fait les campagnes de la Révolution contre la France, devient colonel en 1808, et se rend dès lors redoutable aux troupes françaises, prenant une part active à la lutte que mena l’Espagne contre Napoléon Ier. À la bataille de Talavera, il couvre avec un seul régiment la retraite de l'armée espagnole (1809). Il se distingue également à Ocaña et Salamanque et au passage de la Bidassoa (1813). Il fait preuve d'une grande intrépidité à l'attaque des hauteurs d'Irun, en 1813, remplace le général Castaños dans le commandement en chef et montre une valeur peu commune à la bataille de Toulouse où il dirige une partie de l'armée anglo-espagnole.
Ferdinand VII le charge en 1820 de réprimer le mouvement insurrectionnel de l'île de León. Il fait tous ses efforts pour épargner le sang espagnol mais une prompte disgrâce est le prix de sa modération. Il quitte alors la cour.
Il était membre de la chambre des Procérès et capitaine-général de la province et de la ville de Madrid.